# پولینا کوزنتسووا
پولینا کوزنتسووا (روسی: Полина Викторовна Кузнецова؛ زادهٔ ۱۰ ژوئن ۱۹۸۷) بازیکن هندبال اهل روسیه است.
وی همچنین برندهٔ جوایزی همچون نشان دوستی شده‌است.